# Естебан Гутієррес Фернандес
Естебан Гутієррес Фернандес (ісп. Esteban Gutiérrez Fernández, нар. 20 жовтня 1960, Кудільєро) — іспанський футболіст, що грав на позиції захисника за клуби «Спортінг» (Хіхон), «Реал Мадрид» та «Реал Сарагоса», а також молодіжну збірну Іспанії.
Дворазовий чемпіон Іспанії. Дворазовий володар Кубка Іспанії. Дворазовий володар Суперкубка Іспанії з футболу. 

## Клубна кар'єра
Народився 20 жовтня 1960 року в місті Кудільєро. Вихованець футбольної школи клубу «Енсідеса».
У дорослому футболі дебютував 1982 року виступами за команду клубу «Спортінг» (Хіхон), в якій провів шість сезонів, взявши участь у 168 матчах чемпіонату.  Більшість часу, проведеного у складі хіхонського «Спортінга», був основним гравцем захисту команди.
Протягом 1988—1990 років захищав кольори команди клубу «Реал Мадрид». За результатами обох сезонів, проведених у Мадриді, виборював титул чемпіона Іспанії, утім сам Естебан був лише гравцем запасу.
Утім зацікавив представників тренерського штабу клубу «Реал Сарагоса», до складу якого приєднався 1990 року. Відіграв за клуб з Сарагоси наступні чотири сезони своєї ігрової кар'єри. Граючи у складі сарагоського «Реала» вже здебільшого виходив на поле в основному складі команди. За цей час додав до переліку своїх трофеїв титул володаря Кубка Іспанії.
Протягом 1994—1995 років захищав кольори команди клубу «Расінг», а завершив професійну ігрову кар'єру у клубі «Саудаль Депортіво», за команду якого виступав протягом 1996—1998 років.

## Виступи за збірну
Залучався до складу молодіжної збірної Іспанії, у формі якої зіграв у 4 офіційних матчах.

## Титули і досягнення
- Чемпіон Іспанії (2):

«Реал Мадрид»: 1988-1989, 1989-1990
- Володар Кубка Іспанії (2):

«Реал Мадрид»: 1988-1989
«Реал Сарагоса»: 1993-1994
- Володар Суперкубка Іспанії з футболу (3):

«Реал Мадрид»: 1988, 1989, 1990